# Football Club des Girondins de Bordeaux 1983-1984
Questa voce raccoglie le informazioni riguardanti il Football Club des Girondins de Bordeaux nelle competizioni ufficiali della stagione 1983-1984.

## Stagione
A metà del girone di andata il Bordeaux si propose assieme al Monaco come principale candidata alla vittoria del titolo, ingaggiando un duello che caratterizzò l'intera durata del campionato: malgrado la sconfitta nello scontro diretto, i girondini ebbero la meglio sugli avversari e arrivarono al giro di boa con due punti di vantaggio sui monegaschi, consolidando successivamente il proprio primato. A causa di una flessione nella parte finale del torneo, culminata con la seconda sconfitta nel confronto diretto, il Bordeaux si fece sorpassare dal Monaco per poi riagganciarlo alla penultima giornata. Al termine del campionato la situazione di parità rimase invariata, ma contando una miglior differenza reti il Bordeaux poté festeggiare il secondo titolo nazionale.
In Coppa UEFA i girondini vennero eliminati ai trentaduesimi di finale, subendo una doppia sconfitta contro il Lokomotive Lipsia, mentre in Coppa di Francia la squadra giunse sino agli ottavi di finale, in cui uscirono per mano del Mulhouse.

## Maglie
Lo sponsor tecnico per la stagione 1983-1984 è Adidas, mentre lo sponsor ufficiale è Malardeau per il campionato e RTL per la Coppa di Francia.
| Manica sinistra · Manica sinistra · Maglietta · Maglietta · Manica destra · Manica destra · Pantaloncini · Calzettoni · Calzettoni |

## Rosa
| N. |                           | Ruolo | Calciatore                |
| -- | ------------------------- | ----- | ------------------------- |
|    | Francia (bandiera)        | P     | Christian Delachet        |
|    | Francia (bandiera)        | P     | Richard Ruffier           |
|    | Francia (bandiera)        | D     | Patrick Battiston         |
|    | Francia (bandiera)        | D     | Raymond Domenech          |
|    | Germania Ovest (bandiera) | D     | Gernot Rohr               |
|    | Francia (bandiera)        | D     | Léonard Specht            |
|    | Francia (bandiera)        | D     | Jean-Christophe Thouvenel |
|    | Francia (bandiera)        | D     | Marius Trésor             |
|    | Francia (bandiera)        | C     | Antoine Martínez          |
|    | Francia (bandiera)        | C     | Denis Bourdoncle          |
|    | Francia (bandiera)        | C     | Bernard Gimenez           |

| N. |                           | Ruolo | Calciatore               |
| -- | ------------------------- | ----- | ------------------------ |
|    | Francia (bandiera)        | C     | René Girard              |
|    | Francia (bandiera)        | C     | Alain Giresse (capitano) |
|    | Francia (bandiera)        | C     | Bruno Lippini            |
|    | Germania Ovest (bandiera) | C     | Caspar Memering          |
|    | Francia (bandiera)        | C     | Jean Tigana              |
|    | Francia (bandiera)        | C     | Thierry Tusseau          |
|    | Francia (bandiera)        | A     | Michel Audrain           |
|    | Marocco (bandiera)        | A     | Hassan Hanini            |
|    | Francia (bandiera)        | A     | Bernard Lacombe          |
|    | Germania Ovest (bandiera) | A     | Dieter Müller            |
|    | Francia (bandiera)        | A     | Bernard Zénier           |

## Risultati

### Coppa UEFA
| Arbitro: | Carpenter |

|                        |           |                                      |
| Girard 63’ Giresse 72’ | Marcatori | 15’ (rig.) Zötzsche 51’, 86’ Richter |

| Arbitro: | Sostarić |

|                                           |           |  |
| Schöne 11’ Dennstedt 13’ Richter 34’, 63’ | Marcatori |  |